# Clifford John Norton
Sir Clifford John Norton, KCMG, CVO (* 17. Juli 1891; † 6. Januar 1990 in London) war ein britischer Diplomat und Kunstsammler, der unter anderem von 1942 bis 1946 Gesandter in der Schweiz sowie zwischen 1946 und 1951 Botschafter in Griechenland war.

## Leben

### Studium, Erster Weltkrieg und Privatsekretär von Robert Vansittart

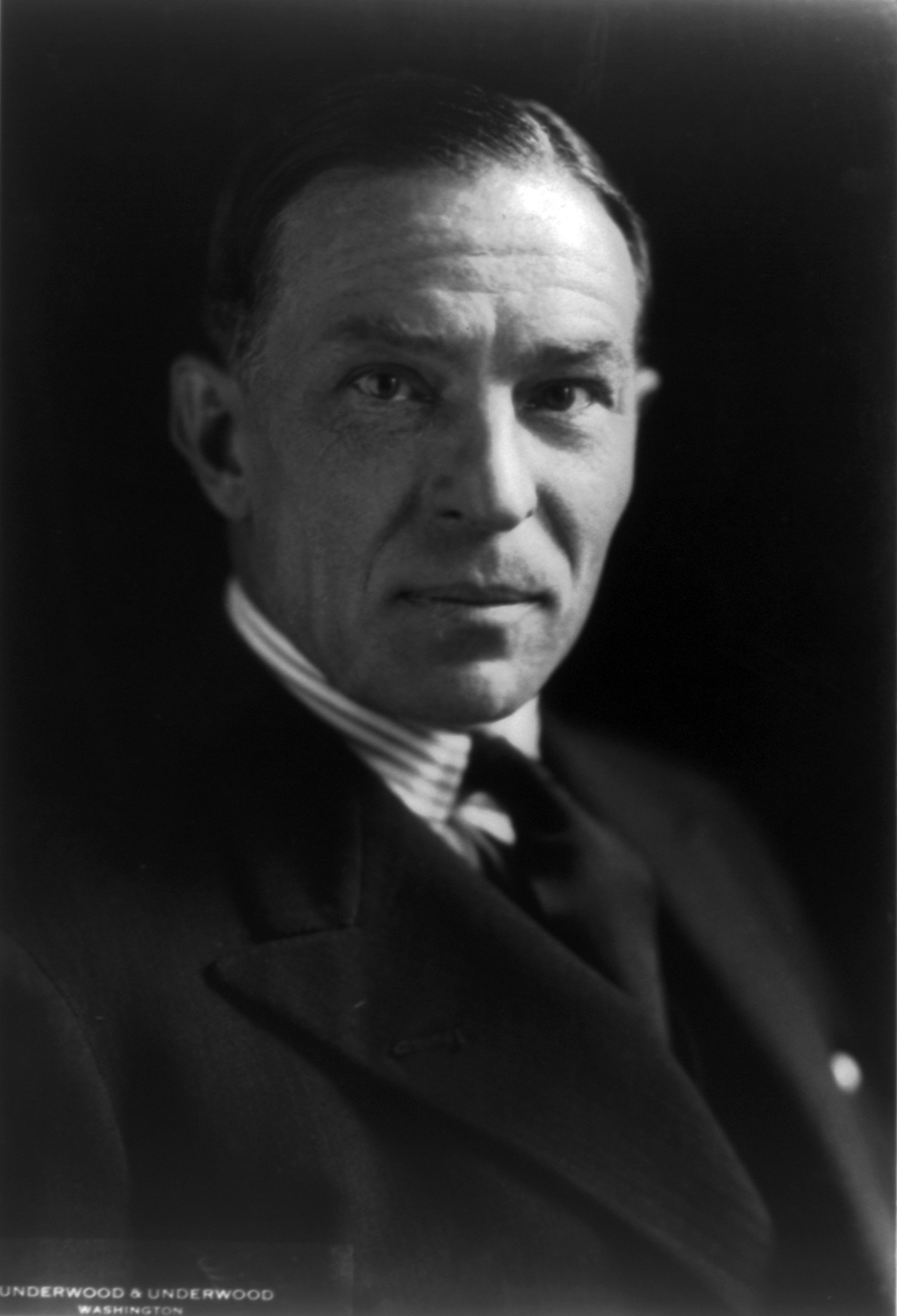
Norton war sieben Jahre lang Privatsekretär des Ständigen Unterstaatssekretärs im Außenministerium, Sir Robert Vansittart.

Clifford John Norton, Sohn von Reverend George Norton und dessen Ehefrau Clara Dewey, begann nach dem Besuch der renommierten 1567 gegründeten Rugby School ein Studium der Literae humaniores am Queen’s College der University of Oxford, das er 1914 mit einem Bachelor of Arts (B.A.) beendete. Er trat daraufhin zu Beginn des Ersten Weltkrieges in das Officers Training Corps (OTC) ein und wurde am 13. November 1914 in den vorübergehenden Dienstgrad eines Leutnants (Temporary Second Lieutenant) befördert. Als Offizier im Suffolk Regiment nahm er an der Schlacht von Gallipoli (19. Februar 1915 bis 9. Januar 1916) sowie im Anschluss an Kampfhandlungen an der Palästinafront (28. Januar 1915 bis 28. Oktober 1918) teil. Dort erfolgte 1917 seine Beförderung zum Hauptmann (Captain). Nach Kriegsende diente er als politischer Offizier in Damaskus, Darʿā und Haifa.
Danach trat er am 22. Mai 1921 Legationssekretär als (Third Secretary) in den diplomatischen Dienst (HM Foreign Service) des Außenministeriums (Foreign Office) und wurde am 1. Januar 1925 zum Zweiten Sekretär (Second Secretary) befördert. Er übernahm verschiedene Funktionen wie in der unterbesetzten Nachrichtenabteilung des Auswärtigen Amtes, bevor er im Januar 1930 als Private Secretary to the Permanent Under-Secretary of State for Foreign Affairs zum Privatsekretär des Ständigen Unterstaatssekretärs Sir Robert Vansittart ernannt wurde. Diese Position beim höchsten Beamten im Außenministerium war eine wichtige Beförderung und Norton blieb bis Dezember 1937 auf diesem Posten. Während dieser Zeit erfolgte am 4. April 1933 seine Beförderung zum Ersten Sekretär (First Secretary). Darüber hinaus wurde er am 3. Juni 1933 zum Companion zum Order of St Michael and St George (CMG) sowie am 1. Februar 1937 Commander des Royal Victorian Order (CVO) erhoben. Als Vansittarts Privatsekretär war Norton „in alle Unwägbarkeiten dessen verwickelt, was als Beschwichtigungspolitik bekannt wurde“ (‚involved in all the vagaries of what came to be known as the policy of appeasement‘). Seine langjährige Rolle wurde allerdings von Vansittart ignoriert, der in seinen Memoiren mit „einen liebevollen Privatsekretär Clifford Norton“ (‚a fond Private Secretary Clifford Norton‘) nur einen Hinweis auf Norton machte. Norton behauptete in späteren Jahren, er habe den britischen Botschafter in Deutschland, Nevile Henderson, gewarnt, Vansittart nicht zu verärgern, indem er von der Notwendigkeit sprach, die Nationalsozialisten zu verstehen, aber die Aufzeichnungen zeigen, dass er Hendersons Besorgnis teilte, dass die britische Presse den NS-Staat zu feindlich gesinnt sei.

### Zweiter Weltkrieg, Botschaftsrat in Polen und Aufstieg zum Gesandten in der Schweiz

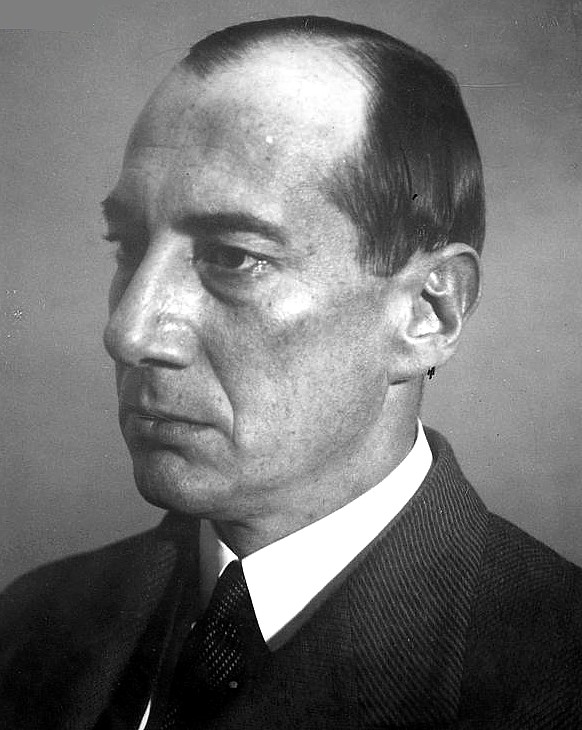
Als Botschaftsrat in Polen pflegte Norton enge Kontakte zum polnischen Außenminister Józef Beck.

Norton musste bis Dezember 1937 auf seinen ersten Auslandsposten warten und wechselte zu der von Sir Howard Kennard geleiteten Botschaft in Polen, wo er am 14. Dezember 1937 zunächst kommissarischer Botschaftsrat (Acting Counsellor) wurde. Er war dort zeitweise zugleich Geschäftsträger (Chargé d’Affaires) und wurde sechs Wochen nach dem Überfall auf Polen am 13. Oktober 1939 zum Botschaftsrat (Counsellor) befördert. Während er in Warschau war, sympathisierte er mit der polnischen Sache, speiste mit dem polnischen Außenminister Józef Beck und ging mit ihm auf die Jagd. Beck war eine unbeliebte Person im britischen Außenministerium, aber Norton sagte dem britischen Außenminister, Lord Halifax, dass Beck und der Marschall von Polen Edward Rydz-Śmigły „äußerst umsichtige und gemäßigte Männer“ (‚extremely prudent and moderate men‘) seien und wahrscheinlich nicht einen präventiven Einmarsch in Danzig genehmigen würdigen, um eine deutsche Aggression abzuwehren. Als Nevile Henderson, dessen Telegramme Norton kritisierte, sagte, dass Großbritannien Polen mit seinen Hilfsversprechen getäuscht habe, sagte Norton dem Foreign Office, dass eine solche Ansicht „Müll“ (‚rubbish‘) sei. Er versicherte Halifax, dass die britische Garantie vom März 1939 die Polen nicht zu rücksichtslosem Handeln ermutigen würde, und erinnerte den neuen ständigen Unterstaatssekretär Sir Alexander Cadogan daran, dass „aus britischer Sicht unsere Bilanz beim Schutz von Opfern von Aggressionen zuletzt nicht beeindruckend gewesen ist“ (‚from the British point of view, our record in protecting victims of aggression has not recently been impressive‘). Als Polen im September 1939 an die Nazis fiel, wurden Norton und seine Botschaftskollegen über Rumänien aus dem Land evakuiert.
Im Januar 1940 wurde Clifford John Norton dann zurück ins Auswärtige Amt als Head of the Egyptian Department versetzt und war als Leiter des Referats, das 1924 im Außenministerium gegründet wurde, neben Ägypten auch für das Kaiserreich Abessinien, Libyen, Britisch-Somaliland und Liberia zuständig. Am 18. April 1942 löste er David Victor Kelly als Gesandter in der Schweiz und verblieb auf diesem Posten, bis er 1946 von Thomas Maitland Snow abgelöst wurde. Im Zuge der sogenannten „New Year Honours“ wurde er am 1. Januar 1952 zum Knight Commander des Order of St Michael and St George (KCMG) geschlagen und trug fortan den Namenszusatz „Sir“.

### Botschafter in Griechenland

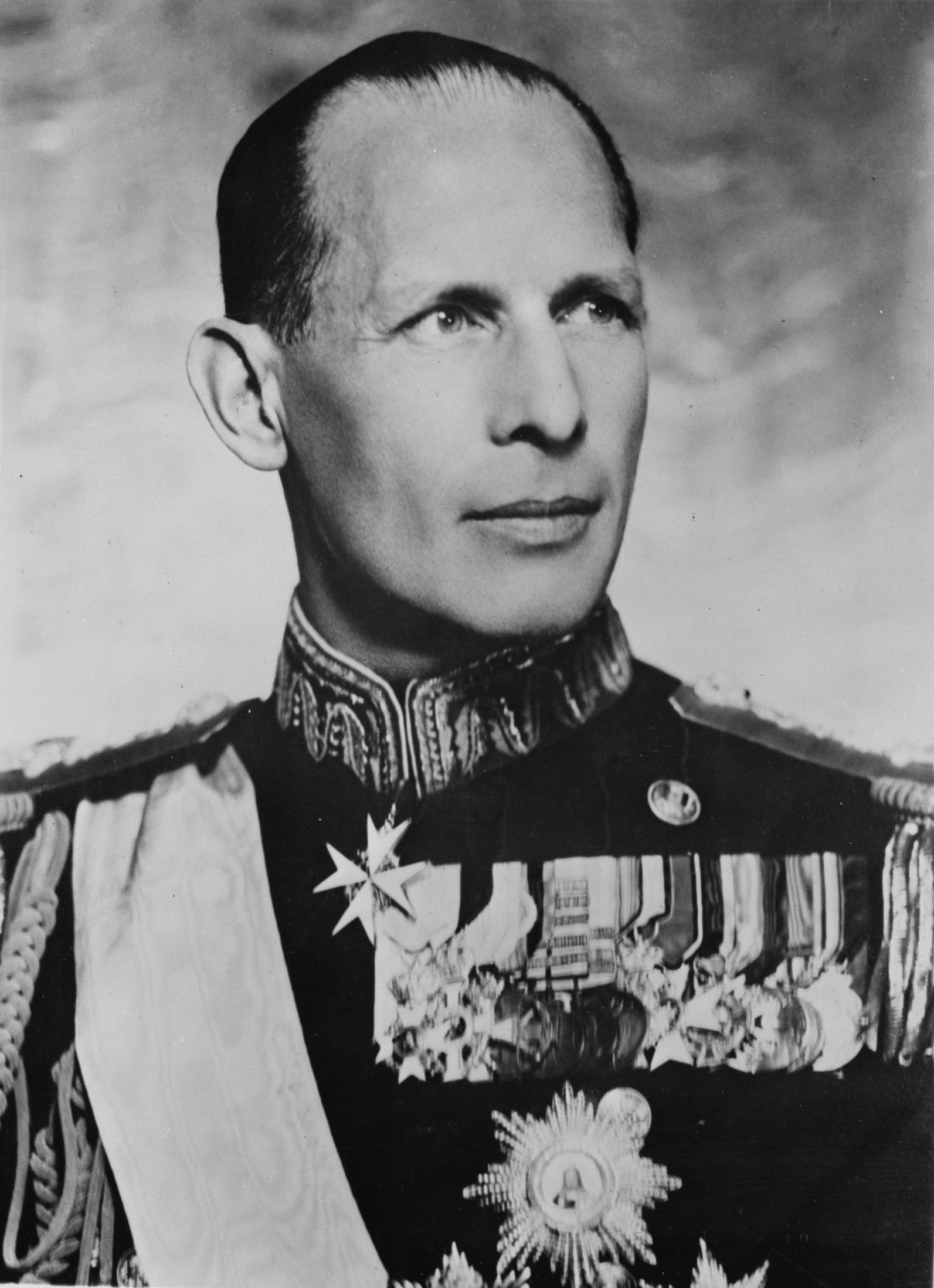
In Nortons Amtszeit als Botschafter in Griechenland fiel 1946 die Rückkehr von König Georg II. nach Athen.

Am 17. März 1946 wurde Norton zum Botschafter in Griechenland ernannt. Die Situation, die er in Griechenland von seinem Vorgänger Reginald Leeper geerbt hat, war schwierig. Zwischen den Kommunisten und den Royalisten war 1943 ein Bürgerkrieg ausgebrochen, und der damalige Premierminister Winston Churchill hatte 1944 britische Truppen entsandt, um eine kommunistische Machtübernahme zu verhindern. Norton, der laut einer Quelle „keinen besonderen Anspruch auf Gewalt oder Finesse“ (‚no special pretensions to either force or finesse‘) hatte, wurde vom Außenministerium angewiesen, eine Einmischung in die griechische Politik in der Weise zu vermeiden, wie Leeper es getan hatte. Er tat sein Bestes, um dieser fast unmöglichen Anordnung Folge zu leisten, konnte sich aber „dem Strudel der athenischen Politik nicht entziehen“ (‚not escape the vortex of Athenian politics‘). Sein Vorschlag, die Regentschaft von Regent Damaskinos Papandreou bis 1948 zu verlängern, führte zum Beispiel zu Anschuldigungen, er sei gegen die Rückkehr von König Georg II. nach Griechenland. Dies war nicht der Fall. König Georg kehrte 1946 nach einer Volksabstimmung zurück, aber es wurde immer deutlicher, dass Großbritannien die militärische Last der Niederlage des Kommunismus in Griechenland nicht tragen konnte. Norton war deprimiert über die Unwissenheit über die griechischen Angelegenheiten in Großbritannien und bedauerte gegenüber dem Außenministerium die Tatsache, dass „eine Zeitung vom Rang der ‚Times‘ weiterhin von einem unintelligenten und unzuverlässigen Griechen abhängig sein sollte, wenn es um Nachrichten aus diesem Land geht“ (‚a newspaper of the standing of „The Times“ should continue to depend on an unintelligent and unreliable Greek for its news from this country‘). Aber er erkannte, dass die USA letztendlich die Führung in der Verteidigung sowohl Griechenlands als auch der Türkei übernehmen müssten. Deshalb arbeitete er gemeinsam mit seinem US-Botschafter in Griechenland Lincoln MacVeagh daran, die griechische Regierung nach pro-westlichen, demokratischen Grundsätzen umzugestalten. Bevor er 1951 Griechenland verließ, wurde er zum Ehrenbürger Athens ernannt, und die kommunistische Bedrohung war besiegt. Sein Nachfolger als Botschafter in Griechenland wurde 1951 Sir Charles Peake.
Norton schied am 31. Dezember 1951 aus dem auswärtigen Dienst aus, war aber 1952 und 1953 weiterhin als stellvertretender britischer Delegierter bei den Vereinten Nationen tätig. Im Ruhestand wurde er zum Präsidenten der Anglo-Swiss Society ernannt und zum Ehrenmitglied (Honorary Fellow) des Queen’s College der University of Oxford gewählt. Als er über seine Rolle in der polnischen Tragödie schrieb, sagte er: „Wir waren Schauspieler in einer bewegenden Tragödie, nicht stolz auf unsere Rollen, sondern unsere Zeilen mit Überzeugung vortragend“ (‚We were actors in a moving tragedy, not proud of our roles, but saying our lines with conviction‘).
Am 27. März 1927 heiratete er Noel Evelyn Hughes († 1972), die einzige Tochter von Sir Walter Charleton Hughes, Bauingenieur und Mitglied des Legislativrats der Präsidentschaft Bombay. Aus der Ehe gingen keine Kinder hervor. Er starb in seinem Haus, 21A Carlyle Square, London, am 6. Dezember 1990, kurz vor seinem hundertsten Lebensjahr. Er war zudem als Kunstsammler tätig. Er hinterließ ein Vermögen von 1.631.629 Pfund Sterling.